# Abraham Tarbei
Abraham Tarbei es un deportista keniano que compitió en atletismo adaptado. Ganó cuatro medallas en los Juegos Paralímpicos de Verano en los años 2008 y 2012.

## Palmarés internacional
| Juegos Paralímpicos | Juegos Paralímpicos   | Juegos Paralímpicos | Juegos Paralímpicos |
| Año                 | Lugar                 | Medalla             | Prueba              |
| ------------------- | --------------------- | ------------------- | ------------------- |
| 2008                | Pekín (China)         | Medalla de oro      | 1500 m T46          |
| 2008                | Pekín (China)         | Medalla de oro      | 5000 m T46          |
| 2012                | Londres (Reino Unido) | Medalla de oro      | 1500 m T46          |
| 2012                | Londres (Reino Unido) | Medalla de bronce   | 800 m T46           |